# Heinrich Basedow el viejo

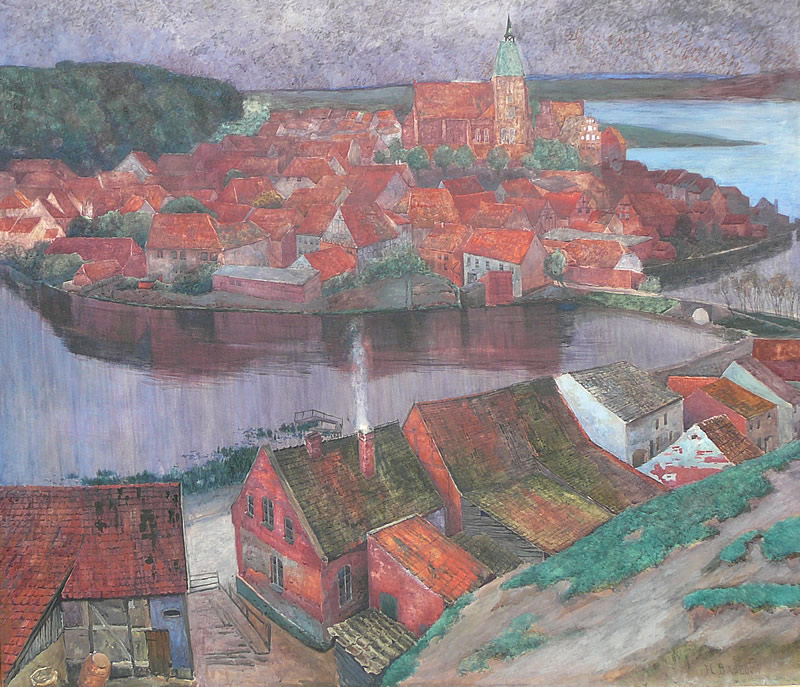
Mölln de Heidberg

Wilhelm Heinrich Johann Theodor Basedow (* 14 de junio de 1865 en Berlín; † 9 de noviembre de 1930 en Potsdam) fue un pintor retratista y paisajista alemán. Para distinguirlo de su hijo del mismo nombre, que también estuvo activo como artista, se le llama Heinrich Basedow el viejo.
Basedow estudió en la Academia Prusiana de las Artes en Berlín con el famoso Eugen Bracht y en la Academia de Arte de Karlsruhe con Gustav Schönleber.
Se casó el 1 de noviembre de 1889 en Gressow con Caroline Bohnhof.
Desde 1896 fue miembro de la "Asociación de Artistas de Berlín" y desde 1898 de la "Secesión de Berlín". Después de trasladarse a Potsdam en 1900, Basedow se convirtió en cofundador de la Asociación de Arte de Potsdam. Participó en las Grandes Exposiciones de Arte de Berlín en 1894 y 1914.

## Galería

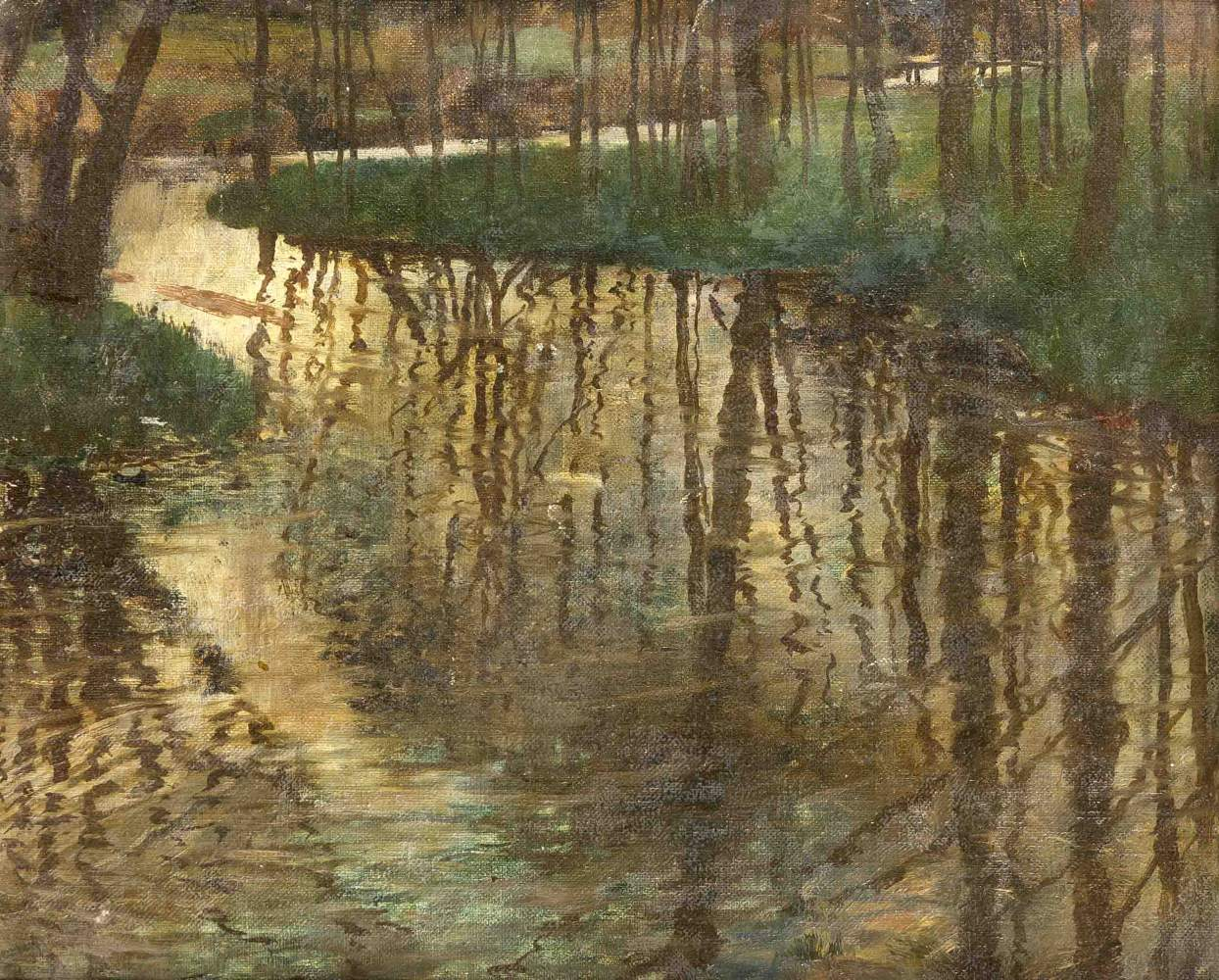
Heinrich Basedow der Ältere - Bachlauf
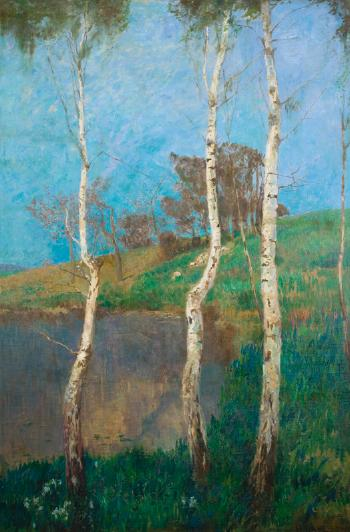
Heinrich Basedow der Ältere - Frühling in der Mark 1900
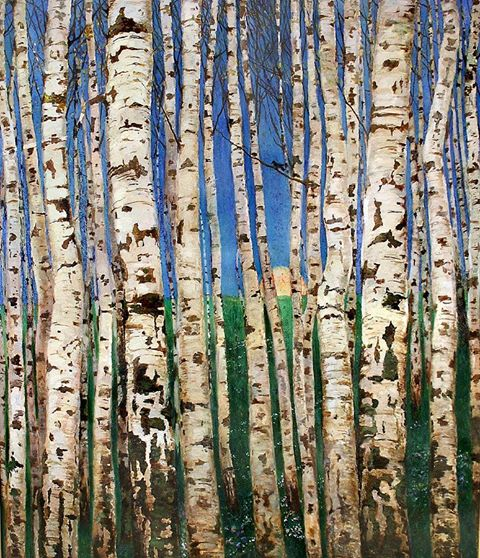
Heinrich Basedow der Ältere - Frühling 1915
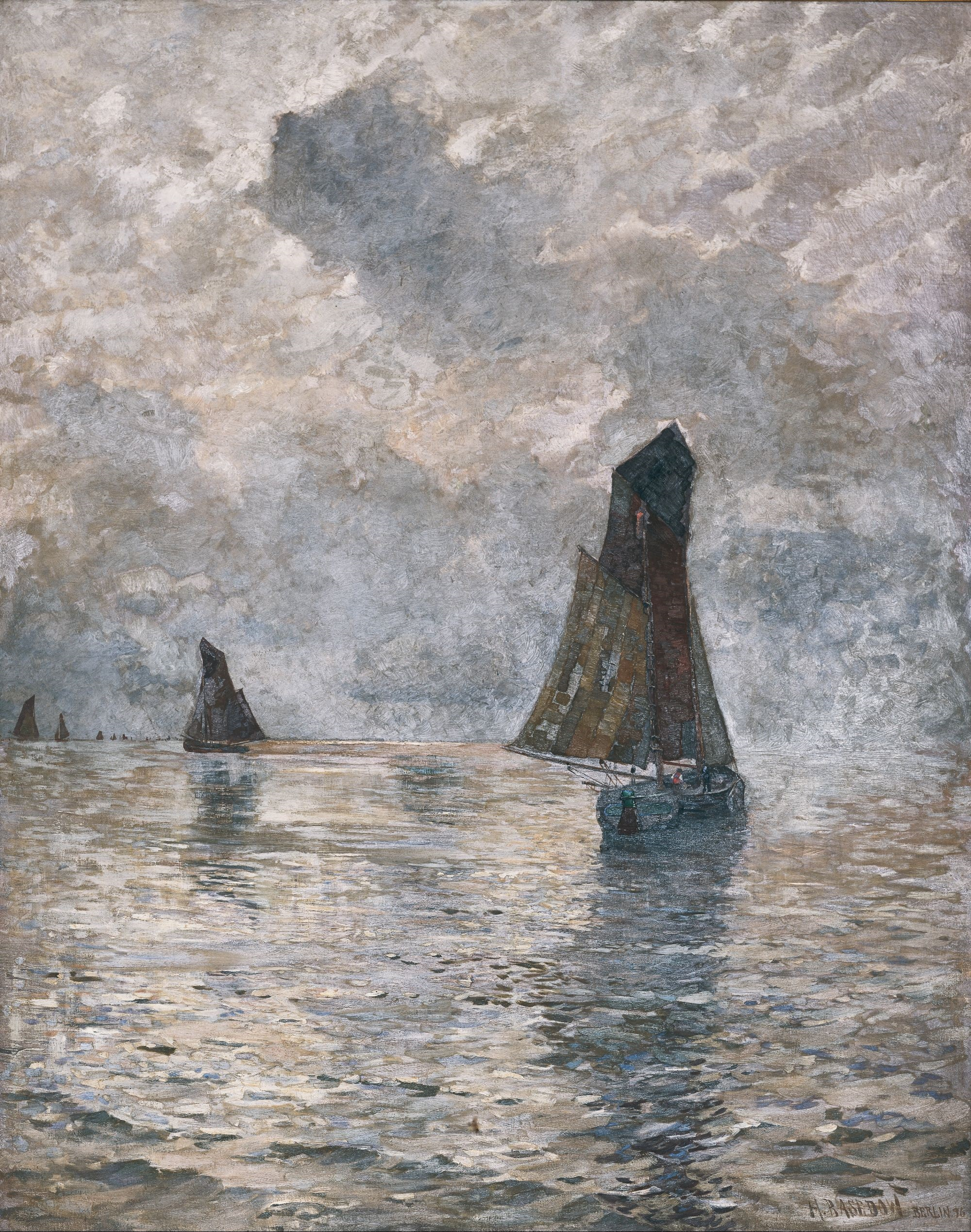
Heinrich Basedow - Hochseefischer
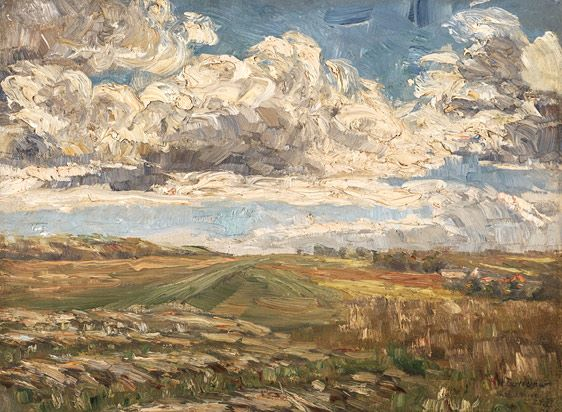
Heinrich Basedow der Ältere - Sommertag in Lohme auf Rügen 1895
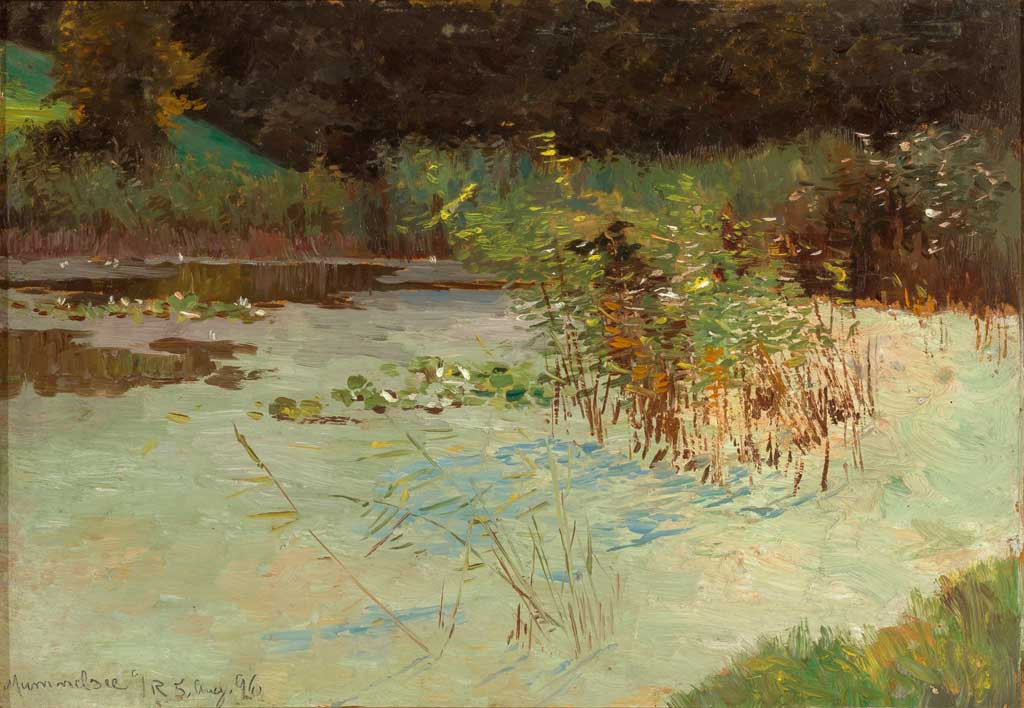
Heinrich Basedow Schilfecke (Mummelsee auf Rügen) 1896

- Datos: Q30004725
- Multimedia: Heinrich Basedow der Ältere / Q30004725